# Brezolupy (Slowakije)
Brezolupy (Hongaars:Bánnyíres) is een Slowaakse gemeente in de regio Trenčín, en maakt deel uit van het district Bánovce nad Bebravou.
Brezolupy telt 476 inwoners.